# ادوارد برگنهایم
ادوارد برگنهایم (سوئدی: Edvard Bergenheim; ۱۸ سپتامبر ۱۷۹۸ – ۱۹ فوریهٔ ۱۸۸۴) کشیش اهل فنلاند بود.